# Dasytes aeratus
Dasytes aeratus ist ein Käfer aus der Familie der Wollhaarkäfer (Dasytidae). Die Art wurde von dem englischen Zoologen James Francis Stephens im Jahr 1829 erstbeschrieben. Das lateinische Art-Epitheton aeratus bedeutet „mit Bronze überzogen“.

## Beschreibung
Die bronze- bis schieferschwarz schimmernden schlanken Käfer sind 4–5,2 mm lang. Ihre silbergraue Grundbehaarung ist anliegend. Zusätzlich weist ihr Körper einzelne aufgerichtete Borsten (Setae) auf. Die Beine sind im Gegensatz zu der ähnlichen Art Dasytes plumbeus vollständig verdunkelt. Der Geschlechtsdimorphismus ist gering ausgeprägt. Die Männchen besitzen größere Augen und schmalere und längere Fühler.
Die Larven sind etwa 4 mm lang. Sie besitzen eine hellbraungelbe Grundfarbe. Die Körpersegmente weisen auf der Dorsalseite eine dunkelbraune Musterung auf. Der Kopf ist relativ flach. Der Kopf ist auf der Dorsalseite dunkelbraun gefärbt. Die Beine sind verdunkelt. Am Hinterleibsende befinden sich zwei Anhänge.

## Verbreitung
Dasytes aeratus ist in Europa weit verbreitet. Das Vorkommen reicht von Skandinavien und den Britischen Inseln im Norden bis in den Mittelmeerraum. In Mitteleuropa kommt die Art in Höhen bis 2000 Meter vor. Sie ist eine von etwa 11 Dasytes-Arten in Mitteleuropa und eine der häufigeren dieser Gattung.

## Lebensweise
Den typischen Lebensraum der Käfer bilden Heckenbiotope. Die Imagines beobachtet man hauptsächlich zwischen April und Juni. In dieser Zeit findet die Paarung und die Eiablage der Weibchen statt. Die Käfer besuchen verschiedene blühende Bäume und Büsche und gelten als wichtige Bestäuber. Die Larven entwickeln sich in morschen und weißfaulem Holz, u. a. von Eichen, Buchen, Schlehen, Weißdorne und Haseln. Man findet sie von Ende September bis Ende November häufig auch an den Stämmen von Platanen. Die Larven leben räuberisch von Kleininsekten und Gliederfüßern. Es werden offenbar auch tote Kleintiere vertilgt. Die Überwinterung findet entweder im Puppenstadium oder noch als Larve statt.

## Taxonomie
Dasytes aeratus wird der Untergattung Mesodasytes zugerechnet. In der Literatur findet man die Art auch unter folgenden Synonymen:
- Dasytes (Mesodasytes) serricornis Stephens, 1829
- Dasytes (Mesodasytes) aerosus Kiesenwetter, 1867

## Galerie

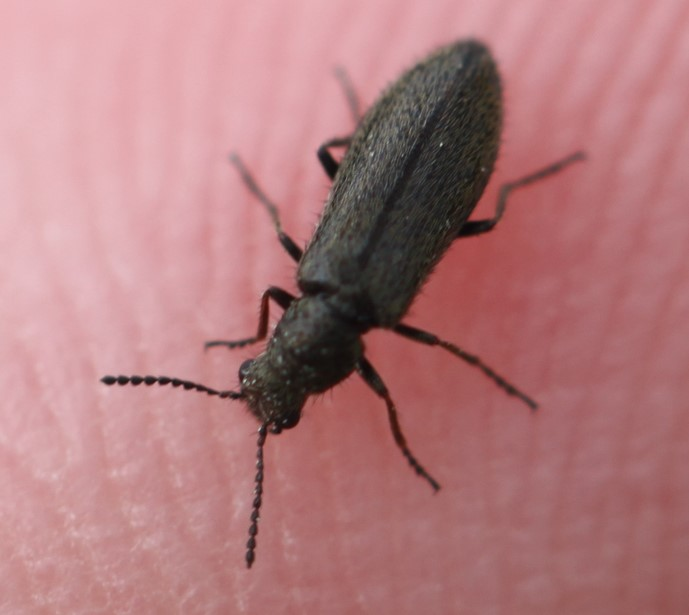
Dasytes cf. aeratus Ende Mai
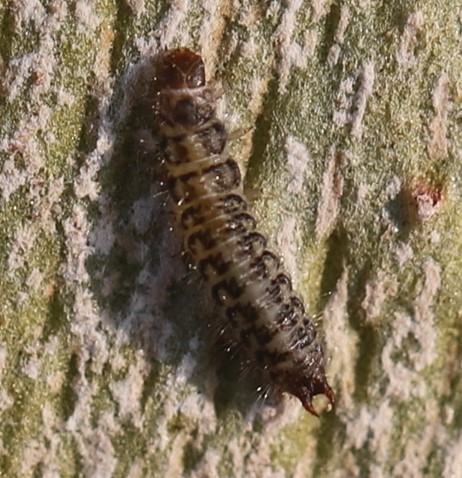
Larve von Dasytes aeratus Anfang Oktober an einem Platanenstamm
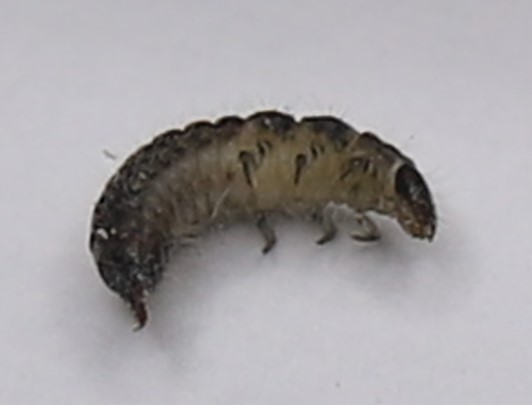
Larve von Dasytes aeratus
- Käfer auf einer Blüte (49 sec)